# Wadhwan (ciutat)
Wadhwan és una ciutat i municipalitat del districte de Surendranagar al Gujarat. Està situada prop del riu Bhogavo.
Consta al cens del 2001 amb una població de 61.739 habitants. El 1901 la població era de 16.223 habitants. L'edifici principal és el palau dels thakurs de Wadhwan. Altres edificis a destacar són la torre del rellotge i els mercats.
és una ciutat molt antiga i el seu nom primitiu fou Wardhmanpuri. Fou capital del principat de Wadhwan que va estar regit per una nissaga de rajputs jhales, els quals també van regir els principats veïns de Limbdi, Lakhtar, Sayla, Chuda, i Wankaner. Va adquirir importància per ser el punt d'unió entre les branques ferroviàries de Bombai, Baroda i Índia central amb la línia de Bhavnagar-Gondal. L'estació civil amb la residència de l'agent polític i de l'administració del prant de Jhalawar, estava a uns 5 km a l'oest i la ciutat mateix estava governada pels thakurs.